# Mario Bazina
Mario Bazina est un footballeur international croate né le 8 septembre 1975 à Mostar.

## Carrière
Le poste habituel de Mario Bazina était "milieu offensif"
- 1993-1995 : Hajduk Split  Croatie
- 1995-1999 : NK Hrvatski Dragovoljac  Croatie
- 2000-2001 : Dinamo Zagreb  Croatie
- 2001-2005 : Grazer AK  Autriche
- 2005-2008 : Rapid Vienne  Autriche
- 2008-2009 : Austria Vienne  Autriche

## Palmarès
- 1 sélection et 0 but avec l'équipe de Croatie.